# Capraia Isola

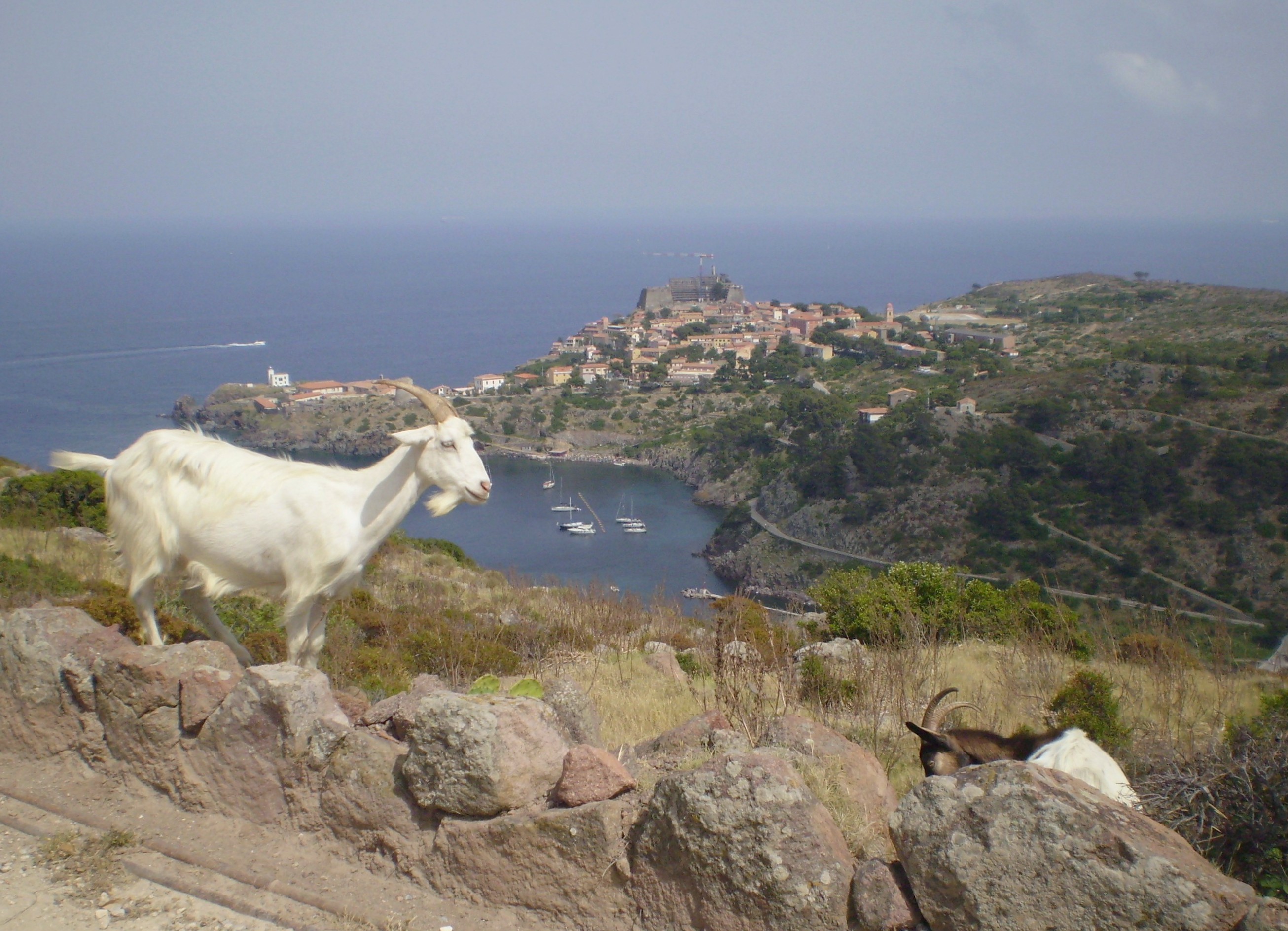
Blick auf den Hauptort von der ehemaligen Strafkolonie

Capraia Isola ist eine italienische Gemeinde mit 371 Einwohnern (Stand 31. Dezember 2023) in der Provinz Livorno in der Toskana. Die Gemeinde umfasst die zum Toskanischen Archipel gerechnete Insel Capraia im Tyrrhenischen Meer mit einigen vorgelagerten, unbedeutenden Eilanden.

## Geschichte
Von den Griechen wurde die Insel Aegylon (Αηγυλον) genannt, von den Römern Capraria – beide Namen verweisen vermutlich auf die Präsenz wilder Ziegen auf Capraia (italienisch capra ‚Ziege‘). Eine andere Theorie geht davon aus, dass sich der Name von der altmediterranen Wurzel *karpa mit der Bedeutung Fels, Stein ableitet.
Im Mittelalter war die Insel zunächst eine Basis sarazenischer Piraten, dann stand sie unter der Herrschaft von Pisa, nach der Schlacht von Meloria kam sie zu Genua. Obwohl Capraia administrativ zu Korsika gehörte, verblieb das Eiland auch nach 1768 bei Genua und kam nicht zu Frankreich.
Nach der Einigung Italiens (siehe Risorgimento) war die Insel bis zum 15. November 1925 Teil der Provinz Genua, erst dann kam sie zur Toskana. In religiöser Hinsicht gehörte Capraia noch bis zum 1. Januar 1977 dem Erzbistum Genua an.
Von 1873 bis 1986 war die Insel eine landwirtschaftliche Strafkolonie.

## Sehenswürdigkeiten
Die wichtigsten Sehenswürdigkeiten Capraias sind:
- Die Festung von San Giorgio (12. Jahrhundert) mit Torretta del Bagno
- Die weiteren Küstentürme Torre del Porto, Torre della Regina (Ruine) und Torre dello Zenobito (Ruine)
- Das Kloster Sant’Antonio (entweiht). Die Kirche wurde während der Zeit der Gefangenenkolonie von der Gefängnisleitung genutzt.
- Die Chiesa dell’Assunta (am Hafen gelegen)
- Kirche San Nicola (im Dorf)
- Kirche San Leonardo (entweiht)
- Kirche Santo Stefano (Ruine)

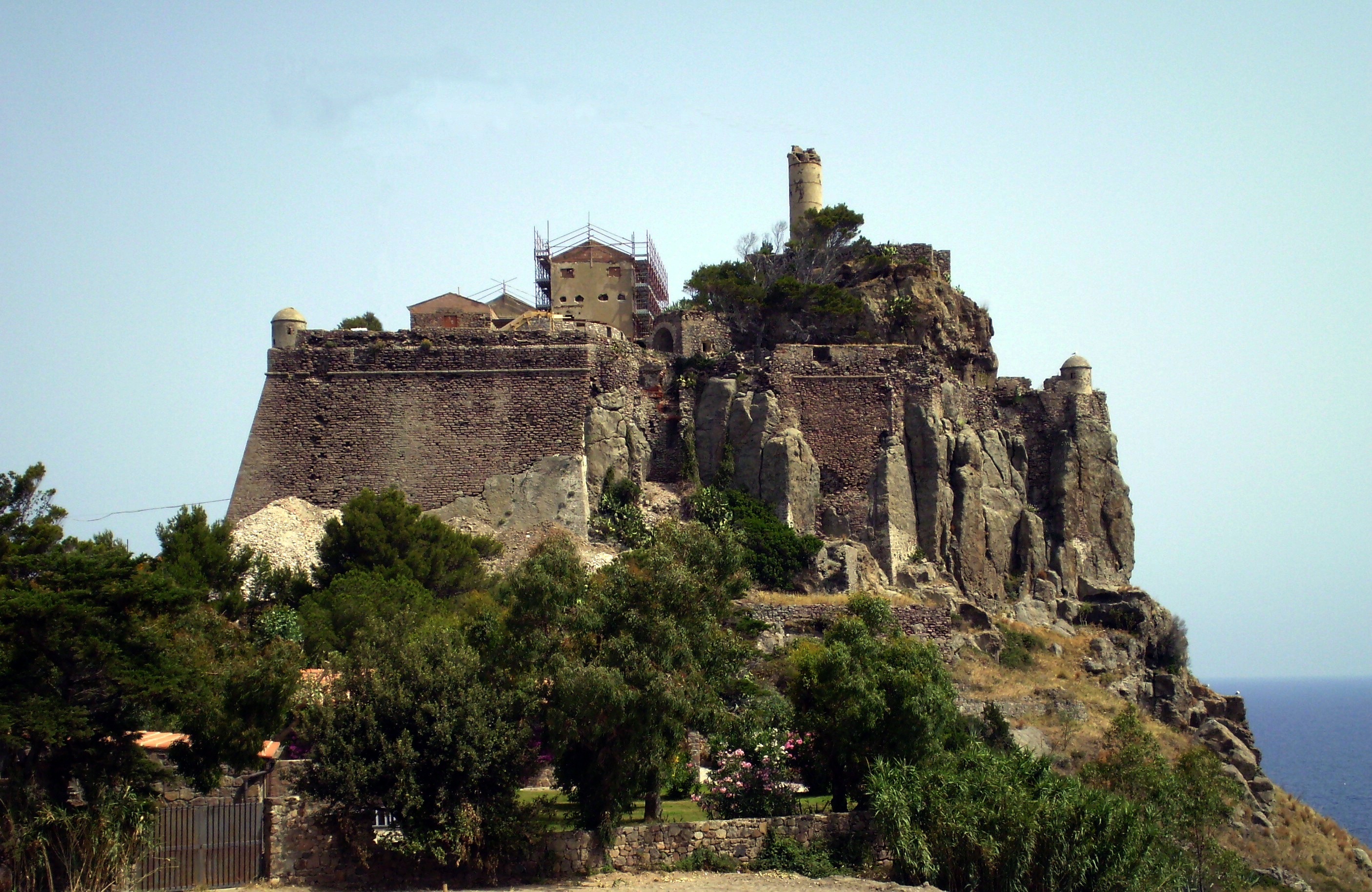
Festung von San Giorgio
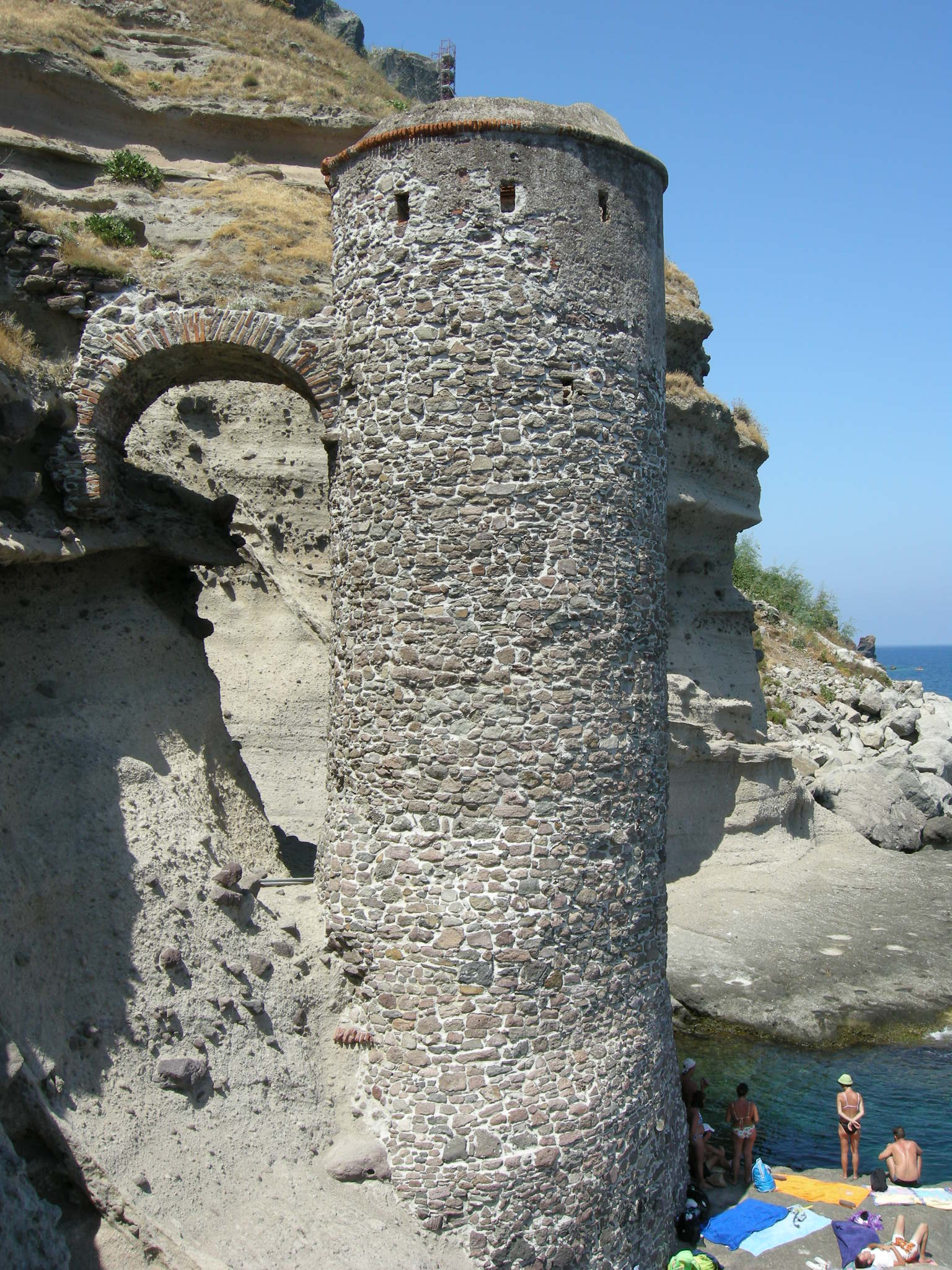
Torretta del Bagno
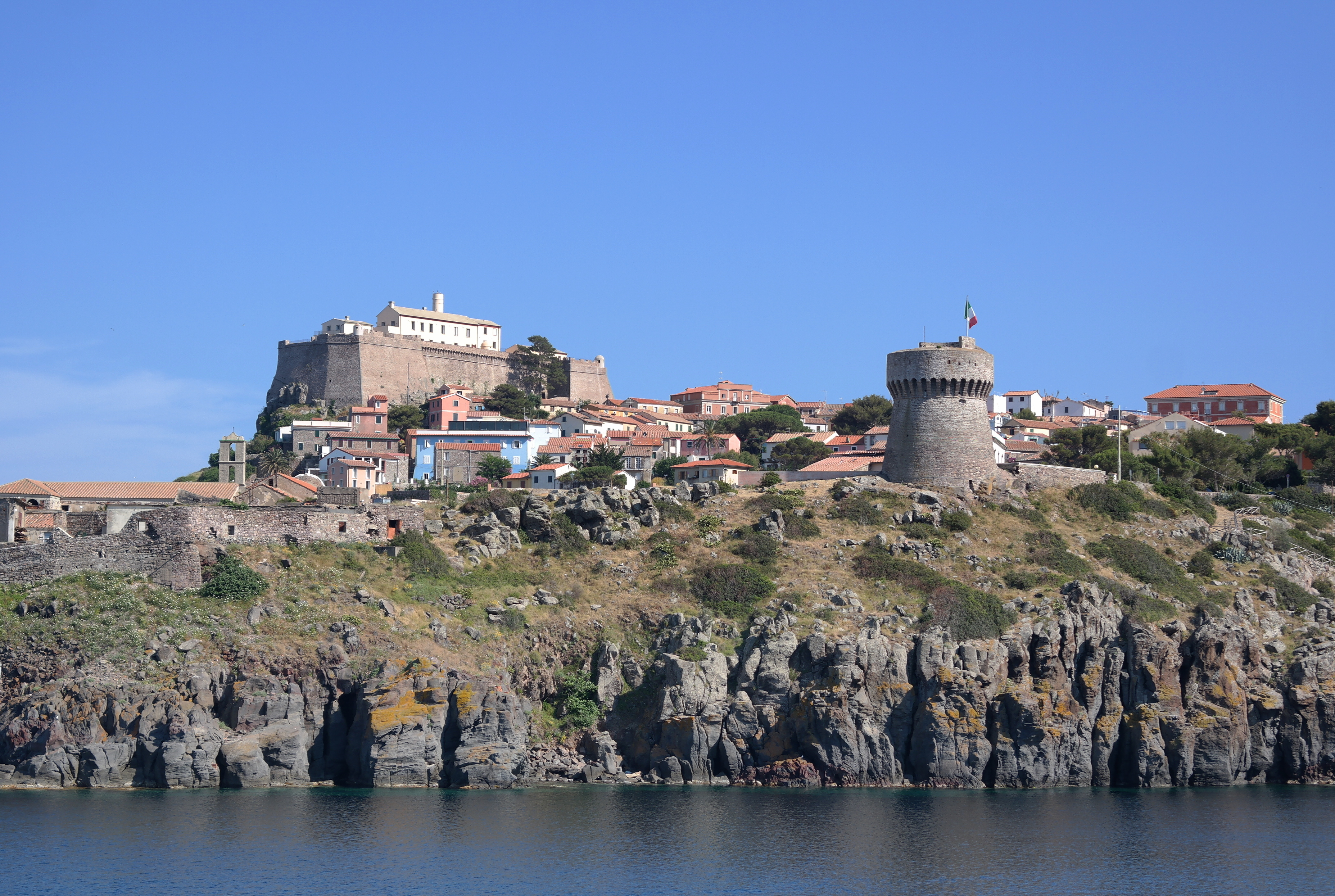
Torre del Porto
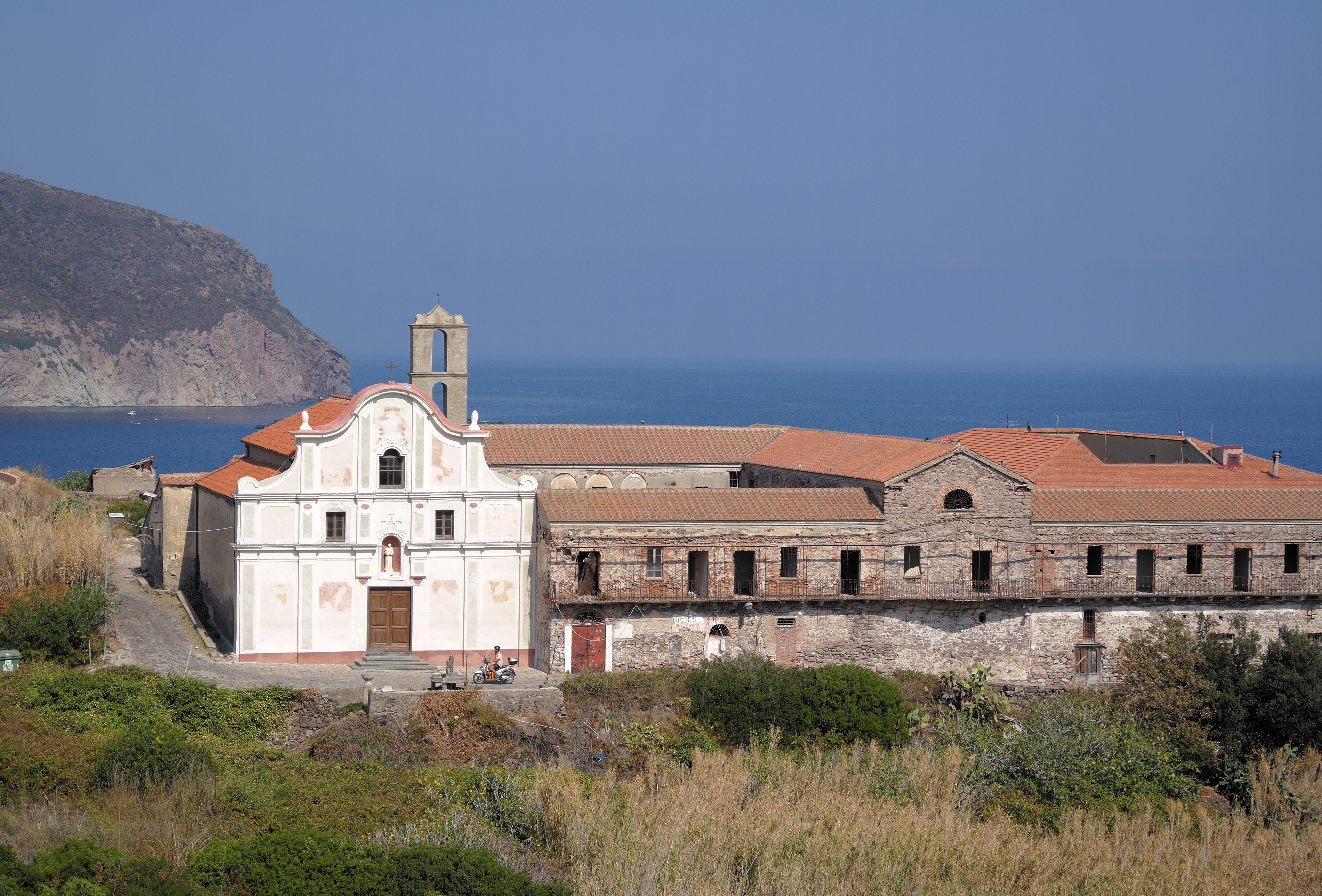
Das ehemalige Kloster Sant’Antonio
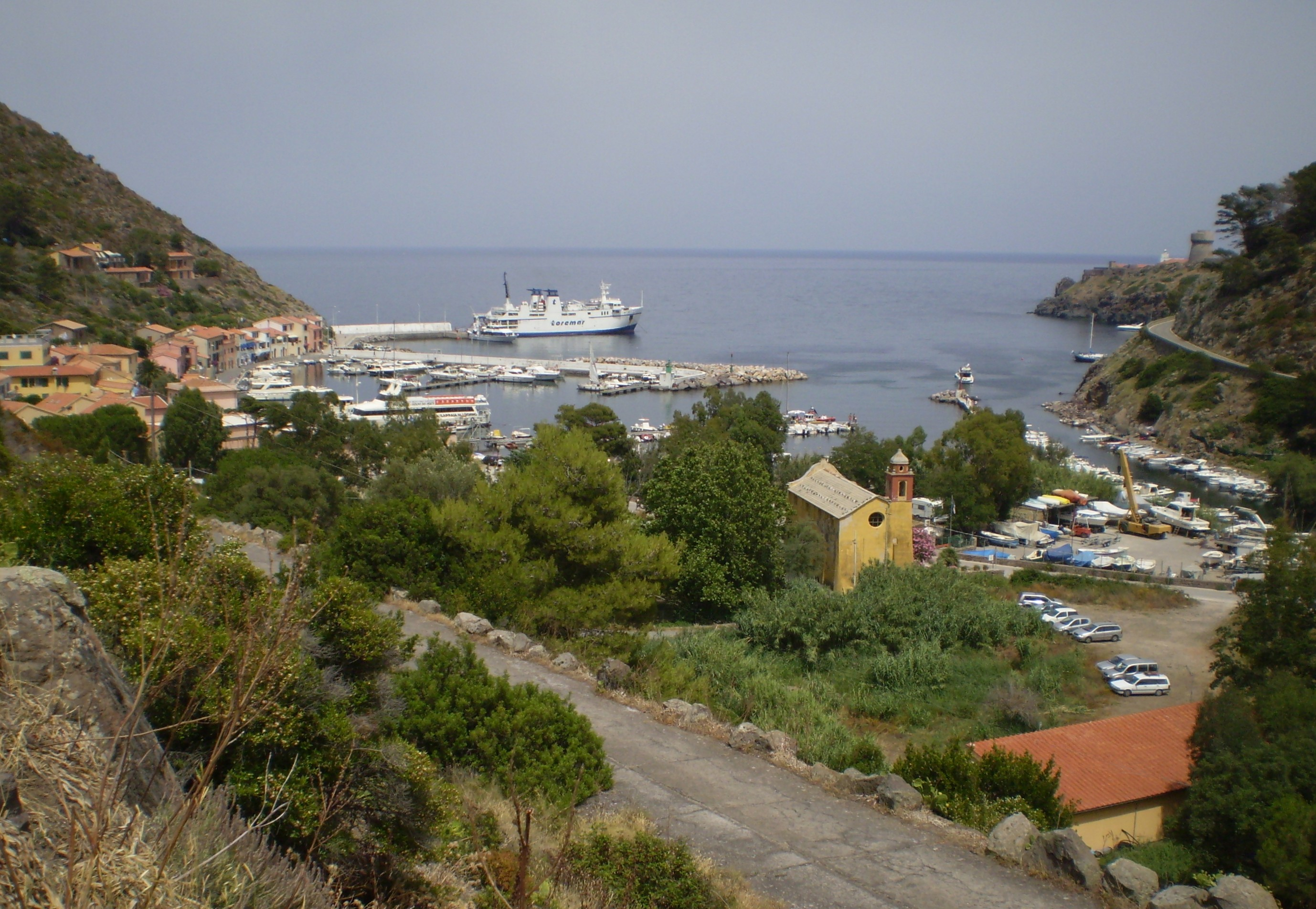
Blick zum Hafen mit der Kirche Maria Assunta
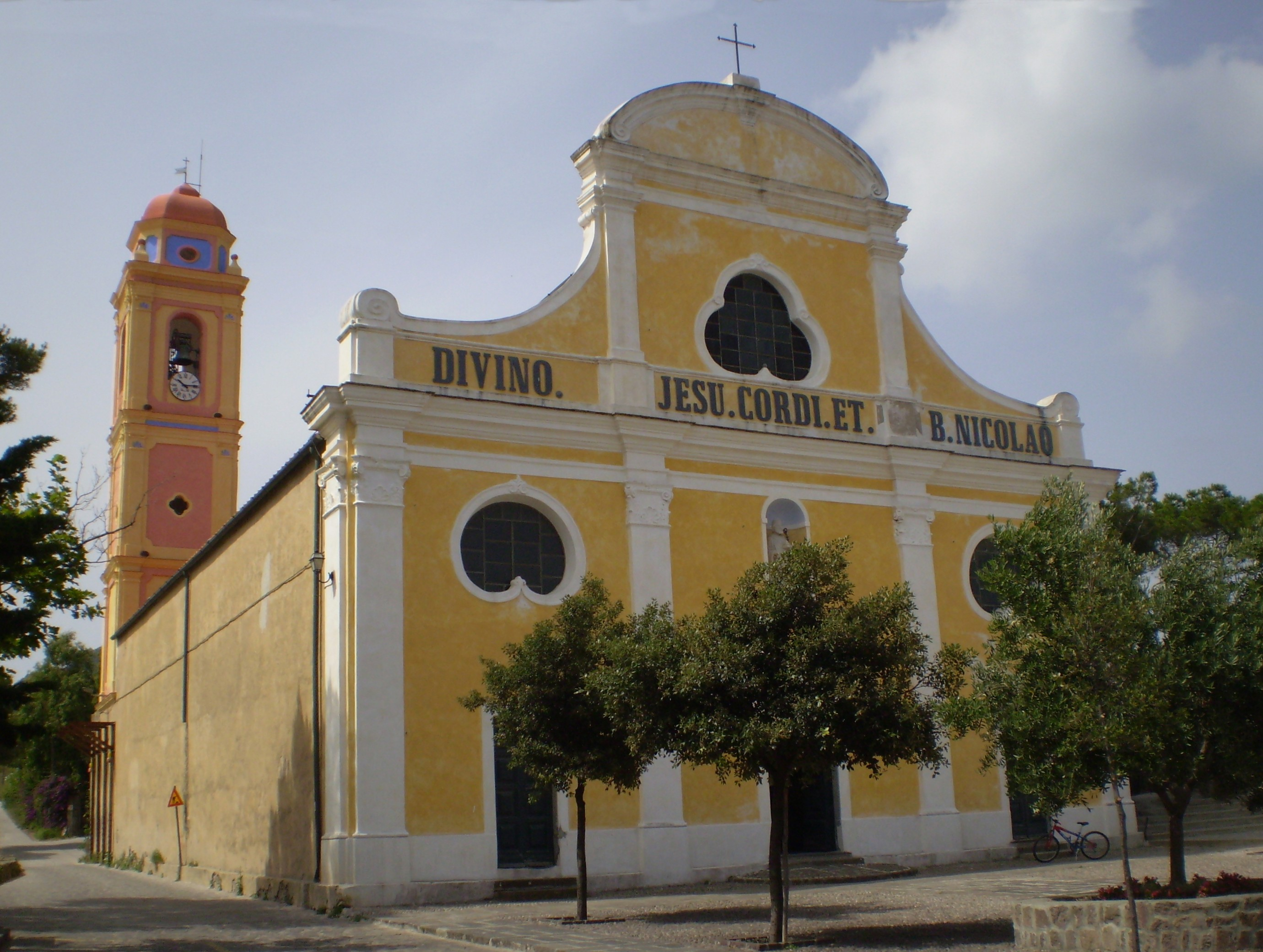
Kirche San Nicola